# 珠江路站 (成都市)
珠江路站位于中华人民共和国四川省成都市双流区西航港街道珠江路与大件路白家段路口，是成都地铁8号线和30号线的一座地下车站，8号线于2020年12月18日启用，30号线预计于2025年启用。珠江路站艺术主题为钢琴。
本站因车站所在道路而得名，正式命名前曾使用工程名为“大件路站”。

## 车站结构
本站为地下二层岛式车站。
| 地面              | 0    | 出入口                                                                                                  |
| 地下一层          | 站厅 | 自助购票、客服中心                                                                                      |
| 地下二层          | 站台 | \| \| \| 8号线往桂龙路（顺风） \| \| 島式 · 開左邊车门 \| \| \| \| \| \| 8号线往龙港（川大江安校区） \| |
|                   |      | 8号线往桂龙路（顺风）                                                                                   |
| 島式 · 開左邊车门 |      | |
|                   |      | 8号线往龙港（川大江安校区）                                                                             |

## 出入口
本站目前开放2个出入口。
| 编号     | 设施                    | 指示               | 照片 |
| -------- | ----------------------- | ------------------ | ---- |
|          | 无障碍电梯 无障碍卫生间 | 珠江路、大件路白段 |      |
| 出口 · B |                         | 珠江路、大件路白段 |      |